# ジェサベル
『ジェサベル』（原題:Jessabelle）は2014年にアメリカ合衆国で公開されたホラー映画である。監督はケヴィン・グルタート、主演はサラ・スヌークが務めた。

## ストーリー
妊娠中のジェシーことジェサベル・ローランは婚約者であるマークが運転する車に乗っていた。道中、2人の乗った自動車はトラックに追突されてしまい、マークと赤ん坊の命が奪われてしまった。2ヶ月後、車いす生活を余儀なくされていたジェシーは、長らく疎遠だった父親の家に移り住むことになった。ジェシーは彼女を産んだ直後に脳腫瘍が原因で亡くなったという母親のケイトがかつて使っていた寝室を使うことになった。
ジェシーはそこでジェサベルと名前が書かれた数本のビデオテープが入った箱を見つける。それを撮影したのは妊娠中のケイトだった。再生したテープは将来の娘の18歳の誕生日に向けて、ケイトがタロット占いをしている内容だったが、占いの結果はすべて外れており苦笑するジェシー。しかし、ジェシーが母の残したビデオを見たことを知った父親のレオンは、ジェシーの車椅子を家のすぐそばの沼に投げ込み見ることを強引にやめさせる。
その夜、ジェシーは手術台に縛り付けられた上にケイトにシーツをかけられ、顔にやけどのある黒人の男が砂で床に模様を書きブードゥー教の儀式が行われる中、被せられた酸素マスクから吐血をあふれさせるという悪夢を見る。それからジェシーは泥まみれの謎の女に襲われる幻を見るようになり、恐怖におののく。
レオンは何故か母親のビデオに関心を持つことを非常に嫌っており、ジェシーがまたビデオ見ていた事に気付いたレオンはついにテープを燃やそうとする。しかしライターを取りに行った納屋でレオンの腕についた灯油に火がついてしまい、謎の力で閉じ込められたレオンは焼死。テープはそのまま残った。レオンの葬式に出席したジェシーは、高校時代の同級生たちやかつての恋人プレストンと再会するが、葬儀の場にいた黒人男性たちの中に夢の中で見た黒人男性の姿を見てジェシーは昏倒してしまう。
その夜、自宅まで送ってくれたプレストンが帰った後、家に一人残されたジェシーは残ったビデオテープを再生する。そこには「ジェサベルはもう死んでる」と泣き叫ぶケイトの姿が映っていた。その時ジェシーは沼の向こう側に何かの光を見かけるが、ポルターガイスト現象に襲われる。その最中ジェシーは壊れた壁の穴からビデオテープを発見する。
翌日、ジェシーはプレストンと光を見た沼地の奥に向かう。辺りを調べた結果、何者かがブードゥー教の儀式を執り行った形跡とジェサベルの名前が刻まれた墓が見つかった。墓石の没日にはジェシーの誕生日が刻まれており、中には赤ん坊の白骨死体があった。連絡を受けて駆けつけた保安官は白骨をDNA検査に出すという。プレストンは白骨死体はジェシーの双子の片割れではないかと推測し、手がかりを求めて二人でケイトの家政婦をしていたミセス・デイビスの家を訪ねる。しかしジェシーの姿と見たとたん、魂を乗り移らせるというブードゥーの呪文を唱え始めたミセス・デイビスは「ジェサベルは報いを受けるとモーセに伝えろ」と口走るのだった。
母にタロットを教えたというモーセが何か知っているのではと二人はモーセを訪ねるが、墓の赤ん坊と同じジェシーの誕生日に亡くなっており、複数の黒人男性に追い返される。プレストンはジェシーにもう自宅から離れて暮らしたほうがいいと、ジェシーの自宅に荷物をまとめに行くが、そこでジェシーが見た謎の女に襲われ負傷、病院に担ぎ込まれてしまう。
家で一人になったジェシーに保安官から連絡があり、赤ん坊の白骨死体はDNA鑑定の結果ケイトの娘で黒人であること、死産ではなく殺されていること、ジェシーは親と血がつながっていないことを報せられる。ジェシーが壁から出てきたビデオを再生すると、ケイトが「あなたが誰か教えてあげる」と、モーセと浮気をしてできた子が本当のジェサベルであり、激怒したレオンがジェサベルを殺したうえ、モーセを射殺して家ごと燃やしたこと、レオンが白人の赤ん坊をもらってきてすべてをなかった事にしたことを告白し、最後に赤ん坊のジェシーに呪文を唱えながら、その場で拳銃自殺する様子が映っていたのだった。
ジェシーは今まで自分の前に現れていた謎の女が本当のジェサベルであると気付き、彼女の霊を助けようと考えるが、その思いもむなしく、ビデオを見終わった途端現れたケイトと顔にやけどのある黒人男性＝モーセに「すべてのジェサベルは報いを受けろ」と車椅子に縛り付けられ、沼に落とされる。水の中でジェーンは自分に手を伸ばすジェサベルの姿を見る。
水面に何とか顔出したジェシーを、病院から駆けつけたプレストンが助け出す。プレストンとキスをし抱擁を交わすジェーンは、ミス・ローランと保安官に呼びかけられ「私はジェサベル」と答えるのだった。

## キャスト
※（）は日本語吹替声優。
- サラ・スヌーク - ジェサベル・"ジェシー"・ローラン（芹澤優）
- マーク・ウェバー - プレストン・サンダース（千葉進歩）
- デヴィッド・アンドリュース - レオン・ローラン（板取政明）
- ジョエル・カーター - ケイト・ローラン
- アナ・デ・ラ・レゲラ - ロザーラ（澁谷梓希）
- アンバー・スティーヴンス - ジェサベル
- ラリサ・オレイニク - サマンサ
- クリス・エリス - シェリフ・プルイット
- ブライアン・ハリセイ - マーク
- ルシウス・バストン - ミスター・ウッズ
- フラン・ベネット - ミセス・デイビス
- ジェイソン・デイヴィス - 外科医
- ヴォーン・ウィルソン - モーセ

## 製作
『ソウ ザ・ファイナル 3D』の公開から1年が経ったとき、グルタートの元に本作の監督のオファーが舞い込んできた。脚本を読んだグルタートはそのオファーを受けることにした。最初の予定では、本作の撮影は舞台となっているルイジアナ州で行われることになっていたが、適当なロケ地が見つからなかったため、ノースカロライナ州のウィルミントンでの撮影を余儀なくされた。2012年4月には全てのキャストが確定した。

## 公開
当初、本作は2014年1月10日に全米公開される予定だったが、後に同年9月29日に延期されることとなった。最終的に、本作の全米公開日は2014年11月7日となった。

## 評価
本作の評価は伸び悩んだ。映画批評集積サイトのRotten Tomatoesには31件のレビューがあり、批評家支持率は26%、平均点は10点満点で4.3点となっている。サイト側による批評家の見解の要約は「『ジェサベル』はサラ・スヌークの輝かしい将来を暗示しているが、彼女の好演はおきまりのストーリー（しかも無味乾燥）でかき消されている」となっている。また、Metacriticには14件のレビューがあり、加重平均値は37/100となっている。
『バラエティ』のジャスティン・チャンは本作がルイジアナ州という舞台設定を活かしていることとマイケル・フィモナリによる見事な映像を称賛しているが、全体としては出来の悪いゴシックホラーでしかないと結論づけている。